# 福間洸太朗
福間 洸太朗（ふくま こうたろう、1982年8月29日 - ）は、日本のクラシック音楽のピアニスト。

## 略歴
東京都国分寺市出身。東京都立武蔵高等学校卒業。パリ国立高等音楽院、ベルリン芸術大学、コモ湖国際ピアノアカデミーにて学ぶ。これまでにカーネギーホール、リンカーンセンター、ウィグモアホール、ベルリン・コンツェルトハウス、サルガヴォー、サントリーホールなどでリサイタルを開催する他、クリーヴランド管弦楽団、モスクワ・フィルハーモニー管弦楽団、イスラエル・フィルハーモニー管弦楽団、フィンランド放送交響楽団、ドレスデン・フィルハーモニー管弦楽団、トーンキュンストラー管弦楽団、NHK交響楽団など国内外のオーケストラとの共演も多数。2016年7月にはネルソン・フレイレの代役として、急遽 トゥールーズ・キャピトル国立管弦楽団定期演奏会において、トゥガン・ソヒエフの指揮でブラームスのピアノ協奏曲第2番を演奏し喝采を浴びた。その他、フィギュア・スケートの羽生結弦やステファン・ランビエールなどの一流スケーターとのコラボレーションや、パリにてパリ・オペラ座バレエ団のエトワール、マチュー・ガニオとも共演するなど幅広い活躍を展開。2019年10月公開の映画「蜜蜂と遠雷」にてピアノ演奏（高島明石 演奏部分）を担当した。

## 受賞歴
- 2002年 - マイ・リンド国際ピアノコンクール第2位
- 2003年 - クリーブランド国際ピアノコンクール第1位及びショパン賞(邦人初)
- 2008年 - パルマ・オシェア国際ピアノコンクール第3位
- 2010年 - ジナ・バッカウアー国際ピアノコンクール第5位
- 2010年 - BNDES国際ピアノコンクール第2位
- 2011年 - ルービンシュタイン国際ピアノコンクール第6位
- 2015年 - マンハッタン国際ピアノコンクールグランプリ

## ディスコグラフィー
- 2005年 - NAXOSより、デビューアルバム「シューマン：ピアノ作品集」（2013年にナクソス・ジャパンから再発：NYCC-27271）
- 2007年 - NAXOSより、「武満徹：ピアノ作品集」（8.570261）
- 2008年 - ハーモニーより、「アルベニス：イベリア全曲2枚組」（2015年にナクソス・ジャパンから再発：NYCC-27284-5）
- 2010年 - Evica and Accustikaより、「リスト：怒りを込めて」（PPCA-613）
- 2012年 - 日本コロムビアより、「ドビュッシー：水の反映」（COGQ-61）
- 2013年 - 日本コロムビアより、「ショパン：バラードの音魂」（COGQ-66）
- 2014年 - 日本コロムビアより、「火の鳥：ロシア・ピアノ作品集」（COCQ-85095）
- 2015年 - 日本コロムビアより、「水に寄せて歌う：モルダウ他」（COCQ-85271）
- 2015年 - 日本コロムビアより、「シューマン＆モーツァルト：ピアノ協奏曲」（COCQ-85270）
- 2017年 - ARS Produktionより、「ショパン：前奏曲、ピアノソナタ第3番」（ARS38237）
- 2018年 - 日本コロムビアより、「大澤壽人の芸術」（COCQ-85424-5）
- 2019年 - ナクソスジャパンより、「France Romance」（NYCC-27308）
- 2019年 - ナクソスジャパンより、「映画「蜜蜂と遠雷」〜 福間洸太朗 plays 高島明石」（NYCC-27309）
- 2020年 - ナクソスジャパンより、「ベートーヴェン：ピアノ・ソナタ集（第17番、第24番、第32番）」（NYCC-27312）
- 2021年 - ナクソスジャパンより、「バッハ・ピアノ・トランスクリプションズ」（NYCC-27313）
- 2021年 - BRAVO Recordsより、「ショパン: ピアノ協奏曲第1番(弦楽五重奏版)」（BRAVO10008）
- 2023年 - ナクソスジャパンより、「幻想を求めて～スクリャービン＆ラフマニノフ」（NYCC-27314）

## ピアノ楽譜
- ミューズ・プレスより、「モルダウ」スメタナ作曲／福間洸太朗編曲
- ミューズ・プレスより、「あなたが欲しい」サティ作曲／福間洸太朗編曲
- ミューズ・プレスより、「ラ・ヴァルス」ラヴェル作曲／福間洸太朗編曲
- ミューズ・プレスより、「聞かせてよ愛の言葉を / シャンソン・メドレー」福間洸太朗編曲